# Joseph Wright (Philologe)

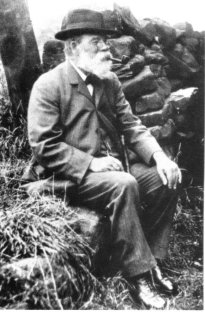
Joseph Wright

Joseph Wright (* 1855 in Thackley, England; † 1930) war ein englischer Philologe und Dialektologe.

## Leben
Joseph Wright wurde 1855 in Thackley in der Nähe von Bradford (Yorkshire, England) in ärmlichen Verhältnissen geboren. Bereits mit sechs Jahren begann er, in einer Wollspinnerei zu arbeiten und war bis zum Alter von fünfzehn Jahren Analphabet, brachte sich jedoch als Teenager neben seiner Arbeit in einer Fabrik in West Riding selbst das Lesen, Schreiben und Rechnen bei. In einer Abendschule lernte Wright auch Französisch und Deutsch, bald brachte er sich sogar Latein bei. Mit 18 eröffnete Wright bei sich zu Hause eine Abendschule, um sich etwas dazu zu verdienen. Als er 21 und damit volljährig war, nahm sich Wright vor, in Deutschland zu studieren. Er setzte mit dem Schiff nach Holland über und wanderte zu Fuß nach Heidelberg, wo er an der dortigen Universität so verschiedene Sprachen wie Sanskrit, Gotisch, Altbulgarisch, Litauisch, Russisch, Altnordisch, Altsächsisch, Alt- und Mittelhochdeutsch und Altenglisch studierte. Noch in Deutschland promovierte er. Nach England zurückgekehrt, wurde ihm schließlich eine außerordentliche Professur für komparative Philologie an der Universität Oxford angeboten, die er annahm. Von 1901 bis 1925 war er Professor in Oxford. 1904 wurde er zum Mitglied der British Academy gewählt. Sein wohl bekanntester Schüler war J. R. R. Tolkien.

## Ehefrau
Im Jahr 1896 heiratete er Elizabeth Mary Lea, mit der er gemeinsam das Buch Old and Middle English Grammars veröffentlichte. Außerdem schrieb sie noch das Buch Rustic Speech and Folklore (Oxford University Press 1913), in dem sie ihre zahlreichen Reisen in die Yorkshire Dales beschrieb. Nach Wrights Tod schrieb sie eine Biographie über sein Leben: The Life of Joseph Wright.

## Werke
Das über 5000 Seiten starke sechsbändige English Dialect Dictionary (EDD), das zwischen 1896 und 1905 unter Führung Wrights von hunderten Mitarbeitern und unter Zuhilfenahme zahlreicher bestehender Glossare erstellt wurde, ist Wrights wertvollstes Vermächtnis.